# James Young (officier de la Royal Navy)
Pour les articles homonymes, voir James Young et Young.
James Young, né le 15 novembre 1717 à Londres et mort le 24 janvier 1789 dans la même ville, est un officier de la Royal Navy. Il prend part à la guerre de Succession d'Autriche, à la guerre de Sept Ans et à la guerre d'indépendance des États-Unis, s’élevant au rang d’Admiral of the White.
James Young entre dans la Marine comme cadet et progresse dans la hiérarchie lors de campagnes dans la Méditerranée, sur différents vaisseaux. Devenu capitaine à la fin de la guerre de Succession d’Autriche, ce qui lui attire le commentaire caustique d’avoir été « cadet, lieutenant et capitaine en un seul voyage », il continue ensuite le service actif.
Il commande plusieurs bâtiments durant la guerre de Sept Ans et il fait partie de ceux qui engagent la bataille controversée de Minorque en 1756 ; le commandant de la flotte, John Byng, est d’ailleurs traduit en cour martiale pour cette affaire, Young témoignant contre lui durant l’enquête.
Il joue d'autre part un rôle important durant la bataille des Cardinaux en 1759 en tant que commodore et participe à la défaite française. Par la suite, il commande plusieurs escadres sur les côtes françaises avant d’être promu à un grade plus important.
Il est réaffecté en service armé durant la guerre d’indépendance des États-Unis avec le poste de commandant en chef des Leeward Islands. Il favorise les échanges britanniques avec les vaisseaux de guerre et les corsaires américains. mais demeure moins efficace à intercepter les matériels et armes livrés aux rebelles américains par les Hollandais et les Français des Caraïbes. En 1776, l'hommage au drapeau américain — ce qui constitue le premier hommage étranger au drapeau des États-Unis — par les Hollandais de l'île de Saint-Eustache provoque son courroux. Il quitte son poste en 1778 pour l’Angleterre où il prend sa retraite et meurt en 1789. Ses deux fils, James (en) et William (en) sont également deux officiers de la Royal Navy de premier rang.

## Biographie

### Les jeunes années (1717 - 1748)
James Young naît le 15 novembre 1717, étant l’un des quatre fils de William Young, originaire de Plymouth, et de Susannah Walker. Il est baptisé le 29 novembre 1717 dans l’église de St Martin-in-the-Fields.
Attiré vers la navigation par la fréquentation de son grand-oncle, le chirurgien naval James Yonge (en), il commence sa carrière navale en 1737 comme cadet à bord du HMS Gloucester (en), un vaisseau de 50 canons qui navigue en Méditerranée, sous les ordres de George Clinton (en). Lorsque le Gloucester retourne en Angleterre, Young demeure en Méditerranée, étant transféré sur le HMS Lancaster. Il est promu lieutenant le 9 mars 1739 et obtient le commandement de la galiote à bombes HMS Salamander en 1742,.
Après plusieurs commandements, il devient, le 16 mai 1743, capitaine du vaisseau de 90 canons HMS Namur (en), navire amiral de l’amiral Thomas Mathews. Cette affectation ne dure que quelques jours et le même mois, il reçoit le commandement du vaisseau de 20 canons HMS Kennington,.
En 1745, il obtient le commandement du HMS Dunkirk (en) de 60 canons. Il demeure en Méditerranée durant toute cette période, ne revenant en Angleterre qu’à la fin de la guerre de Succession d’Autriche, en 1748. C’est de cette période que proviennent les commentaires acerbes critiquant son ascension : « il a été cadet, lieutenant et capitaine en un seul voyage ».

### L'après guerre de Succession d’Autriche et la guerre de Sept Ans (1748 - 1762)
À la fin de la guerre de Succession d’Autriche, James Young demeure en service actif et en 1752, il est affecté au commandement du HMS Jason, un ancien vaisseau de 44 canons pris aux Français en 1747,, puis du HMS Newark (en) de 80 canons en 1755. Cette affectation est de courte durée, puisqu’il reçoit le commandement de l’Intrepid en octobre 1755, un navire de 64 canons.
Il rejoint la Mediterranean Fleet en avril 1756 et fait partie de la flotte de l’amiral John Byng lors de la bataille de Minorque le 20 mai 1756. L’Intrépid de Young est le dernier bateau de l’arrière-garde à joindre l’engagement contre la flotte française de Rolland-Michel Barrin. Alors que Young pénètre le théâtre des combats, un tir français abat son mât principal. La bataille s’achève sur une défaite stratégique controversée des Britanniques, Byng considérant que l’avarie de l’Intrépid a désorganisé l'arrière-garde de la flotte. Young étant appelé à répondre aux accusations de Byng durant le procès en cour martiale, réfute ces affirmations. Il est d’ailleurs soutenu par d’autres officiers ayant participé au combat.
Après les événements de Minorque, James Young conserve son commandement et, en avril 1757, il est transféré sur le vaisseau de 70 canons HMS Burford, qui fait partie de la flotte envoyée par Edward Hawke mener le raid sur Rochefort en septembre 1757,.
En mars 1759, il reçoit le commandement du HMS Mars, de 74 canons, qui fait partie de la flotte de Hawke qui assure le blocus des côtes françaises. Il est alors nommé commodore et il arbore son pavillon durant la bataille des Cardinaux le 20 novembre 1759. La bataille s'achève par une victoire britannique sur les forces navales d'Hubert de Brienne de Conflans.
Young est affecté ensuite à la tête de plusieurs petites escadres sur les atterrages occidentaux de la Manche, assurant le blocus de la baie de Quiberon et du port de Brest.

### Officier supérieur
James Young est promu au rang d'officier supérieur à la fin de la guerre de Sept Ans, recevant le grade de rear admiral le 21 octobre 1762. Il est ensuite promu vice admiral le 28 octobre 1770 et devient commandant en chef des Leeward Islands en avril 1775.
Il embarque son pavillon à bord du HMS Portland (en), un vaisseau de 50 canons et vogue vers sa nouvelle affectation le 26 avril,.
La guerre d'indépendance des États-Unis éclate durant 1775 et Young reçoit l'ordre d'empêcher, avec sa petite force navale, la fourniture d'armes et de poudre aux forces rebelles et de défendre le commerce maritime britannique contre les corsaires et navires de guerre américains. Par tous les moyens, il combat les livraisons d'armes aux Américains, mais son escadre est trop pauvre en navires rapides et les Américains sont ouvertement approvisionnés par les possessions antillaises, que ce soit des Hollandais de Saint-Eustache ou des Français de la Martinique. Frustré, Young dénonce le « trafic pernicieux mené par les sujets rebelles de Sa Majesté britannique […] et […] de Saint-Eustache ».
Il est plus heureux dans ses tentatives visant à sécuriser le commerce britannique ; il organise à cet effet vers la mi-1776 un système de convois qui escortent les navires marchands vers la Grande-Bretagne. Son escadre capture 205 navires de commerce américains et se rend maître de 17 vaisseaux de guerre ou corsaires.
La colère de Young se trouve attisée lorsque les Hollandais de Saint-Eustache accueillent le brick américain Andrew Doria (en) par 11 coups de canon tirés par le fort Orange le 16 novembre 1776, ce qui constitue le premier hommage étranger au drapeau des États-Unis. Il écrit une lettre furieuse au gouverneur de Saint-Eustache, Johannes de Graaff (en) :

« [l'informant de sa] surprise et de son étonnement d'entendre affirmer quotidiennement que le port de Saint-Eustache s'est déclaré ouvertement et spontanément protecteur de tous les Américains et de leurs navires, qu'ils soient marchands indépendants ou vaisseaux de guerre. […] les couleurs de l'État ont été amenées pour rendre hommage à ces pirates et rebelles, et tout a été fait pour porter assistance en armes et munitions ou quoiqu'ils aient besoin pour ennuyer et troubler le commerce des bons et loyaux sujets de Sa Majesté britannique, le gouverneur de Saint-Eustache lui-même autorisant le ravitaillement et l'armement des corsaires dans son port […]. »

Young, en représailles, instaure un blocus naval de l'île, que sa hiérarchie lui intime de lever au début de 1777. Ce genre d'action, tendant à empêcher l'approvisionnement clandestin en armes des Américains, semble être l'unique alternative des officiels britanniques, bien qu'en dehors de la logique diplomatique habituelle. Par la suite, incapable ou peu désireux de faire la différence entre corsaires et pirates, Young est confronté à des plaintes de migrants anglais dans les îles. Il est d'ailleurs arrêté et traduit en justice, ainsi que certains de ses officiers, par les autorités locales.
Young est également aux prises avec l'arrivée de prisonniers rebelles dans les îles Caraïbes britanniques, capturés dès le début de la guerre.
Il décide alors de faire débarquer une centaine de prisonniers américains, jusque-là retenus sur les bateaux de sa flotte, sur l'île d'Antigua, à la fin de 1776, malgré les protestations des autorités locales.
Le 29 janvier 1778, James Young est promu Admiral of the White. Il retourne en Angleterre en juillet 1778 et se retire du service actif à partir de cette période.

### Retraite et vie familiale
James Young s'est marié à deux reprises ; une première fois en 1747 à Gibraltar avec Elizabeth Bolton, cette union donnant naissance à un fils, William — officier de la Royal Navy proéminent — et à quatre filles, Philippa, Susan, Elizabeth et Sophia ; il se remarie à la fin de 1762, après le décès d'Elizabeth, avec Sophia Vasmer, la fille du commerçant John Henry Vasmer. Le couple a deux enfants, James — également officier de premier plan de la Royal Navy — et Charlotte.
À sa retraite, Young s'installe à Londres, où il décède le 24 janvier 1789. Il est enterré à Soho en l'église Sainte-Anne (en) le 2 février 1789.